# Alternaria triticina
Alternaria triticina es una especie de hongo patógeno vegetal que causa el tizón de las hojas del trigo. A. triticina es responsable del mayor problema de tizón foliar en el trigo y también causa enfermedades en otros cultivos importantes de cereales. Se identificó por primera vez en India en 1962 y todavía causa una pérdida significativa de rendimiento en los cultivos de trigo en el subcontinente indio. La enfermedad es causada por un hongo patógeno y causa lesiones necróticas en las hojas y, en casos graves, marchitamiento.

## Hospedadores y síntomas
La inoculación exitosa de A. triticina se ha confirmado repetidamente en Triticum turgidum subsp. durum (trigo duro) y Triticum aestivum (trigo harinero) con variedades de trigo harinero que muestran una infección más grave. La cebada, el sorgo, el triticale, la avena, el centeno y el mijo han sido colonizados experimentalmente, pero la infección a nivel de campo se limita a las variedades de trigo duro y harinero. La infección solo ocurre en huéspedes mayores de tres semanas y los síntomas aparecen entre las 7-8 semanas de edad.
Las lesiones comienzan como cicatrices de forma ovalada en las hojas inferiores e infectan más hojas a medida que la planta crece. Más adelante en la temporada, las lesiones se agrandan y se fusionan, oscureciendo y formando márgenes cloróticos alrededor de las lesiones necróticas. Si la infección se vuelve lo suficientemente grave y generalizada, todo el campo exhibe un aspecto quemado. Según la concentración inicial de inóculo y las condiciones ambientales, la infección puede extenderse a la vaina de la hoja, el tallo, las aristas y las glumas. Las infecciones por picos conducen a semillas infectadas. Estas semillas pueden no presentar síntomas o pueden volverse marrones y arrugadas. En cualquier caso, contienen el agente que propaga la enfermedad con éxito hasta la próxima temporada.
Además de los síntomas derivados de la extracción de nutrientes, A. triticina libera varias toxinas inespecíficas, que a menudo resultan en rayas cloróticas en las hojas.
Las lesiones no se diferencian fácilmente de las de otros patógenos del tizón foliar. Sin embargo, tienen polvo negro de conidios y no picnidios o peritecios comunes a algunos hongos lesionados en las hojas, lo que los distingue de muchos patógenos ascomicetos de trigo y granos de cereales.

## Ciclo de la enfermedad
El hongo pasa el invierno en gran parte como esporas nacidas de semillas. Estas esporas asexuales se multiplican en el suelo y transfieren el inóculo primario a las hojas de las plantas susceptibles a través del contacto directo con el suelo o por el suelo que se salpica sobre las hojas más bajas durante la lluvia o el riego. En este punto, la naturaleza policíclica de A. triticina es evidente cuando se producen conidios, el inóculo secundario. Los conidios germinan a temperaturas entre 20-25 grados C y con 10 horas de película de agua en las hojas o 48 horas de humedad superior al 90%. Los conidios germinan, produciendo 2-4 tubos germinativos, cada uno con un apresorio y una clavija de penetración. Las hifas infectan por penetración directa y proliferan inter e intracelularmente. Las hifas alcanzan el tejido mesófilo profundo dentro de las 72 horas posteriores a la inoculación. El micelio se diseminará a la epidermis y al tejido del parénquima, pero no tan profundamente como para infectar la vasculatura. El grosor del tejido de la hoja se reduce considerablemente y los cloroplastos de las células infectadas crecen más y tienen una forma irregular. El micelio produce conidióforos que se extienden fuera de los estomas del tejido del huésped y portan conidios ya sea individualmente o en cadenas. Estos conidios sirven como inóculo secundario para futuras infecciones durante la temporada. Las lesiones aparecen entre 2 y 5 días después de la inoculación. Las infecciones en la cabeza de la semilla producen esporas para la próxima temporada. Los conidios en el tejido de la hoja y el tallo pueden sobrevivir en los escombros, pero su viabilidad se reduce en gran medida cuando se dejan sobre la superficie del suelo o en ambientes cálidos y húmedos; su supervivencia se limita a 2 meses en la superficie del suelo y 4 meses cuando están enterrados.

## Administración
La amplia gama de inhibiciones químicas, culturales y biológicas del tizón foliar del trigo hace que el manejo convencional y orgánico sea confiable y económico. La infección del trigo y otras variedades de cereales se puede prevenir con la selección de cultivares resistentes y la siembra de semillas limpias y libres de enfermedades. Las semillas también se pueden tratar con agentes químicos o con tratamientos con agua caliente. Los métodos biológicos, como los tratamientos del suelo de Bacillus spp. o pseudomonas fluorescentes han demostrado su eficacia. Los hongos Trichoderma viride, Trichoderma harzianum y Pseudomonas fluorescens exhiben un crecimiento antagonista contra las hifas de A. triticina in vitro y condujeron a rendimientos significativamente más altos en las plantas tratadas que en las de control infectadas con el tizón de la hoja.
Una vez que se detecta la infección, los fungicidas foliares, como mancozeb, ziram, copperoxicloruro y propineb, pueden prevenir una mayor infección por inóculo secundario. Una recomendación común para el control en la India son 2 aplicaciones de copperoxicloruro + mancozeb con 15 días de diferencia. Si la hibernación de conidios de desechos vegetales es una preocupación, se recomienda dejar residuos en la superficie del suelo, ya que enterrarlos aumenta la probabilidad de supervivencia hasta la próxima temporada. Retrasar la labranza durante varios meses también puede ayudar con el inóculo de desechos vegetales.

## Importancia
El tizón foliar del trigo causado por Alternaria triticina es “una de las enfermedades foliares más importantes del trigo en la India”. Como segundo productor mundial de trigo, solo detrás de China, la India produce el 8.7 por ciento del suministro mundial de trigo y dedica el 13 por ciento de la tierra cultivada a la producción de trigo. Con los niveles de producción tan importantes para el sector agrícola de la India, el tizón de las hojas del trigo es una preocupación importante para los productores y otras partes interesadas. La infección puede llevar a una reducción del peso del 46-75% de los granos individuales con pérdidas de rendimiento que alcanzan el 60%. En la década de 1960, la India experimentó grandes pérdidas de rendimiento de trigo debido a A. triticina con la introducción de una popular variedad mexicana de trigo resistente a la roya. No es raro ver pérdidas de rendimiento del 20% atribuidas al tizón foliar del trigo por Alternaria.
El plan de bioseguridad de la industria australiana para la industria de los cereales calificó a A. triticina con una clasificación de riesgo ALTA para los años 2004 y 2009 y, por lo tanto, ha creado un plan de contingencia para la contención de la enfermedad. El hongo es un patógeno de cuarentena y ha llevado a Nueva Zelandia, Brasil y Sudáfrica a imponer regulaciones sobre la importación de trigo, requiriendo declaraciones de libertad del área antes de aceptar importaciones. A. triticina se ha encontrado en Argentina, el sur de Italia, partes del suroeste de Asia, el norte de África, Grecia, Oriente Medio y varios otros países de Europa oriental.